# رافاييل إيرنيستو بارينتوس
رافاييل إيرنيستو بارينتوس (بالإسبانية: Rafael Ernesto Barrientos)‏ (12 مايو 1979 بسان سلفادور في السلفادور - ) هو لاعب كرة قدم سلفادوري في مركز الوسط. شارك مع منتخب السلفادور تحت 20 سنة لكرة القدم ومنتخب السلفادور تحت 23 سنة لكرة القدم ومنتخب السلفادور لكرة القدم. أما مع النوادي، فقد لعب مع نادي أليانزا ‏ ونادي سانتانيكوس أسوشيتد وأونسي مونيسيبال ‏ وAlacranes Del Norte ‏ ونادي لويس أنخيل فيربو.

## وصلات خارجية
- رافاييل إيرنيستو بارينتوس على موقع الاتحاد الدولي (مؤرشف)  (الإنجليزية)
- رافاييل إيرنيستو بارينتوس على موقع قاعدة بيانات كرة القدم.إي يو (الإنجليزية)
- رافاييل إيرنيستو بارينتوس على موقع ناشيونال فوتبول تيمز (الإنجليزية)